# Sarcophaga orientalis
Sarcophaga orientalis är en tvåvingeart som beskrevs av Parker 1917. Sarcophaga orientalis ingår i släktet Sarcophaga och familjen köttflugor.
Artens utbredningsområde är Filippinerna. Inga underarter finns listade i Catalogue of Life.